# Papa Adeodato II
Adeodato II (Roma, ... – Roma, 17 giugno 676) è stato il 77º papa della Chiesa cattolica dall'11 aprile 672 fino alla sua morte.

## Biografia
Su papa Adeodato II si hanno poche notizie. Romano, figlio di Gioviniano, quando fu eletto papa era già un anziano monaco del chiostro romano di Sant'Erasmo sul colle Celio.
Adeodato fu attivo nel miglioramento della disciplina monastica e nella repressione del Monotelismo, dato che salì al Soglio di Pietro in un momento in cui a Roma si stava risvegliando l'entusiasmo per papa Martino I e per Massimo il Confessore, entrambi martirizzati per essersi opposti alla dottrina monotelita promossa dal governo bizantino. Proprio grazie a questo clima religioso, sociale e politico Adeodato, la cui nomina fu ratificata dall'esarca di Ravenna appena dopo qualche settimana, respinse le lettere sinodiche e la professione di fede inviategli da Costantino I, il nuovo patriarca monotelita di Costantinopoli (675-677). Per questo motivo il suo nome fu escluso dai dittici della città imperiale.
Del suo pontificato rimangono due lettere, una ad Adriano, abate del monastero di San Pietro di Canterbury, per confermare la sua esenzione dal controllo del vescovo, l'altra diretta ai vescovi della Gallia per informarli dei privilegi concessi al monastero di San Martino di Tours. Ma entrambe le lettere sono di dubbia autenticità.
Di lui si è tramandato che fu generoso con tutti, compassionevole verso i pellegrini e benevolo verso il proprio clero, al quale aumentò la consueta indennità elargita in occasione della morte del pontefice. Restaurò inoltre la Basilica di San Pietro presso l'ottava pietra miliare della via Portuense e ricostruì e ampliò gli edifici del suo monastero di origine. Viene talvolta indicato come Adeodato (senza ordinale), in quanto il suo predecessore Adeodato I viene anche indicato come papa Deusdedit.
Morì il 17 giugno 676 e fu sepolto in San Pietro. Viene inserito da alcuni agiografi nelle liste dei santi, con il 26 giugno come memoria liturgica, ma i Bollandisti negano che abbia mai avuto un culto.